# Vittoria Frappato
Vittoria Frappato è un vino a Denominazione di Origine Controllata istituita con decreto del 13/09/05 pubblicato sulla gazzetta ufficiale 26/09/05 n. 224 che può essere prodotto nei comuni di:
- Vittoria, Comiso, Acate, Chiaramonte Gulfi, Santa Croce Camerina, Ragusa in provincia di Ragusa
- Niscemi, Gela, Riesi, Butera, Mazzarino in provincia di Caltanissetta
- Caltagirone, Licodia Eubea, Mazzarrone in provincia di Catania

## Vitigni con cui è consentito produrlo
- Frappato minimo 85%
- altri vitigni a bacca nera, idonei alla coltivazione per le province di Ragusa, Caltanissetta, Catania, fino ad un massimo del 15%.

## Caratteristiche organolettiche
- colore: rosso rubino più o meno intenso;
- profumo: intenso dal fruttato al floreale;
- sapore: asciutto, giustamente tannico, caratteristico;

## Produzione
Provincia, stagione, volume in ettolitri